# Oğruca dağı
Oğruca dağı är ett berg i Azerbajdzjan. Det ligger i den centrala delen av landet, 240 km väster om huvudstaden Baku. Toppen på Oğruca dağı är 355 meter över havet, eller 44 meter över den omgivande terrängen. Bredden vid basen är 0,77 km.
Terrängen runt Oğruca dağı är platt norrut, men söderut är den kuperad. Närmaste större samhälle är Mingelchaur, 13,9 km söder om Oğruca dağı. 
Trakten runt Oğruca dağı består till största delen av jordbruksmark. Runt Oğruca dağı är det ganska glesbefolkat, med 42 invånare per kvadratkilometer.